# Hoogland van Brazilië

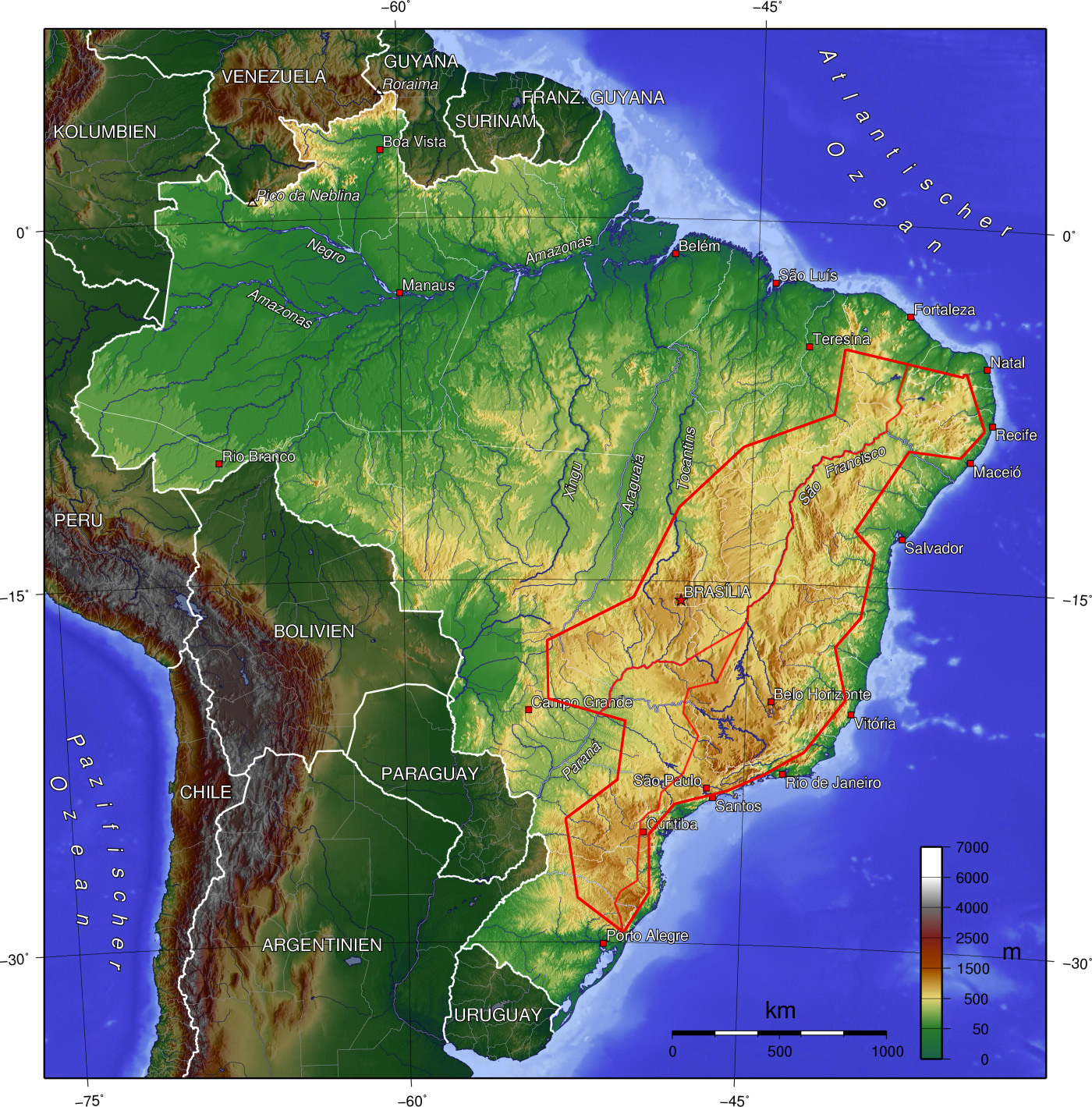
Het Hoogland van Brazilië, aangegeven in rood

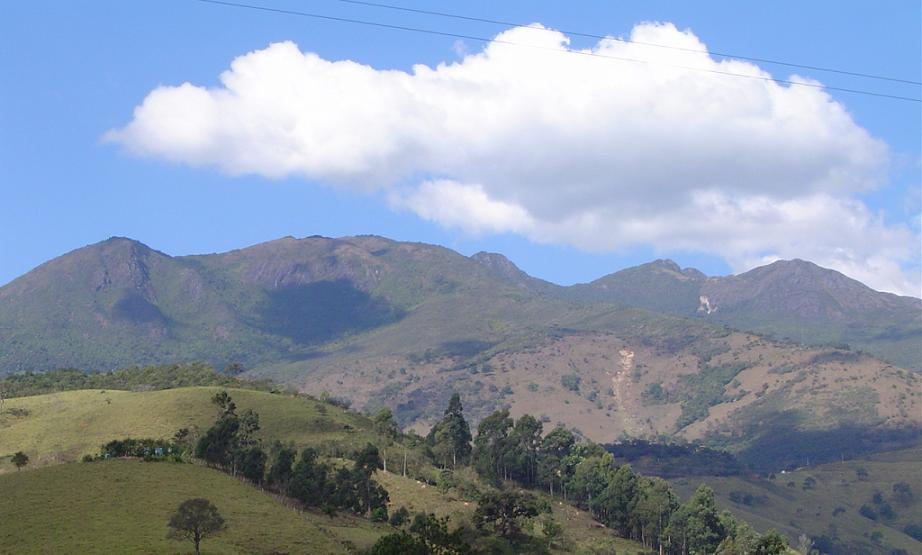
Deel van de Serra da Mantiqueira

Het Hoogland van Brazilië (Portugees: Planalto Brasileiro) is een uitgestrekt geografisch gebied in Zuid-Amerika, dat voor het grootste gedeelte in Brazilië ligt. De totale oppervlakte bedraagt zo'n 4 miljoen km². Het ligt tussen de 305 en 915 meter boven de zeespiegel. Het wordt doorkruist door bergketens die hier bovenuit steken.

## Ligging
Het Hoogland van Brazilië beslaat het grootste deel van het oosten, zuiden en midden van dat land. Verder liggen er gedeeltes in Uruguay, Paraguay en Argentinië. Het wordt begrensd door het Amazonebekken, de vlaktes van de Rio de la Plata en de Atlantische Oceaan. De vlaktes liggen op een hoogte van ongeveer 300 meter in het noorden tot 900 meter in het zuiden (Plateau Borborema).

## Geologie
De regio is ontstaan door lavastromen die basalt bevatten. De oudste laag stamt uit het Precambrium. Hierop zijn lagen uit het Mesozoïcum en het Paleozoïcum afgezet. Tegenwoordig is er geen seismische of vulkanische activiteit meer.
Het gesteente bestaat uit mineralen als gneis, kwartsiet, schist, graniet en dioriet. Tektonische breuken zijn opgevuld met vulkanische rotsen. Er zijn grote aders van goud, ijzer, mangaan, bauxiet, niobium, kwik en chroom. Ook zijn er diamanten gevonden. Door deze delfstoffen is met name de deelstaat Minas Gerais een belangrijk mijnbouwgebied geworden.
Erosie heeft een grote rol gespeeld, door uitgebreide sedimenten te deponeren, en de bergen af te kalven. Er zijn enkele kloven, die veroorzaakt zijn door riviererosie.

## Klimaat
Het Hoogland van Brazilië is gelegen in de subequatoriale, tropische en subtropische klimaatzones. De jaarlijkse regenval varieert van 500 mm in het Noordoosten tot 1400–2000 mm in het Midden en Oosten. Water wordt afgevoerd via de rivieren Amazone, Paraná, Uruguay en São Francisco.

## Natuur
Er is veel biologische diversiteit te vinden. Door de verscheidenheid in klimatologische omstandigheden en ondergrond zijn er veel verschillende biomen, waaronder tropisch regenwoud in het Noordwesten, Atlantisch regenwoud aan de kust, de grasvlaktes van de cerrado in het Centrum, de caatinga in het Noordoosten en de subtropische araucaria-wouden in het zuiden. De natuur heeft echter veel te lijden gehad onder menselijke invloeden. Tegenwoordig wordt in het gebied met name veel koffie verbouwd.

## Plateaus
Het Hoogland van Brazilië wordt meestal onderverdeeld in de volgende plateaus:
- Atlantisch Plateau, langs de hele oostkust van Brazilië. Vroeger geheel bedekt met Atlantisch regenwoud, een van de gebieden in de wereld met de grootste biodiversiteit. Van dit woud is nog slechts 7% over.
- Zuidelijk Plateau, in het zuiden en centrum-zuiden van het land. Een deel hiervan was ook bedekt met Atlantisch regenwoud. De rest is bedekt met araucaria-wouden en het grasland van de cerrado.
- Centraal Plateau, in het midden van het land. Vroeger was 85% bedekt door cerrado-vegetatie. Hiervan is nog maar weinig over.

## Bergketens
Van het Hoogland van Brazilië maken de volgende bergketens deel uit (van noord naar zuid):
- Serra da Borborema
- Chapada Diamantina
- Serra do Caparaó
- Serra da Mantiqueira
- Serra do Mar
- Serra Geral

Het hoogste punt is de Pico da Bandeira (2892 meter), in de Serra do Caparaó.